# ルイス・マシン&ツール
ルイス・マシン&ツール(Lewis Machine & Tool Co.)は、アメリカ合衆国の小火器メーカーである。

## 概要
1980年にカール・ルイスにより創業。アメリカ製FN FALのレシーバーを製造していたが、現在はAR-15自動小銃のレシーバーおよび本体の製造で知られる。
現在、LMT社の製品はイギリス軍、ニュージーランド軍、エストニア軍に採用されている。

## 主な製品
- MARS-L
- LM308MWS
- L129A1 (LM308MWSのイギリス軍仕様)
- M203 グレネードランチャー
- VBSサプレッサー

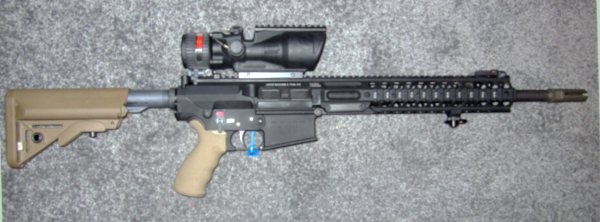
L129A1